# Andreas Jørgensen
Andreas Jørgensen (* 23. August 1984 in Aarhus) ist ein ehemaliger dänischer Basketballspieler.

## Werdegang
Jørgensen, ein 1,90 Meter großer Aufbauspieler, war von 2003 bis 2007 sowie von 2009 bis 2011 Mitglied der Bakken Bears. Im Februar 2006 verließ er Bakken und wechselte nach Spanien zum unterklassigen Verein Nou Basquet Paterna, für den er bis zum Ende der Saison 2005/06 auflief. Anschließend setzte er seine Laufbahn bei Bakken fort. In der Saison 2007/08 spielte er ebenfalls in Dänemarks höchster Spielklasse (Basketligaen) für Aabyhøj IF und 2008/09 für die Svendborg Rabbits.
Mit Bakken gewann er 2004, 2005, 2007 und 2011 die dänische Meisterschaft und 2005, 2007 und 2009 den dänischen Pokalwettbewerb. In den Spielzeiten 2008/09 (EuroChallenge mit Svendborg), 2005/06 (EuroCup Challenge mit Bakken) und 2004/05 (FIBA Europe Cup mit Bakken) nahm er an Europapokalwettbewerben teil.